# Office agricole
 (juin 2024).
 (juin 2024).
En France, les offices agricoles sont des établissements publics industriels et commerciaux rattachés au ministère de l'agriculture et de l'alimentation. Leur rôle est notamment d'intervenir pour assurer la régulation du marché dans leur secteurs respectifs et de mettre en œuvre les décisions de la politique agricole commune et de la politique commune de la pêche.
Après une première phase de fusion des offices en 2006, une nouvelle phase a eu lieu en 2009 dans le cadre de la révision générale des politiques publiques avec la fusion, d'une part, de l'AUP et du CNASEA pour former l'Agence de services et de paiement (ASP) et, d'autre part, de cinq des six offices agricoles actuels pour former FranceAgriMer.

## Histoire
Depuis l'entre-deux-guerres, en plus des services de la direction centrale, de nombreux offices sont créés, divisés, regroupés au fil du temps et des besoins pour soutenir les actions du ministère de l'agriculture dans l'organisation et la régulation des marchés. Ces offices permettent une meilleure collaboration avec les acteurs des différentes filières. Un court historique des offices créés est nécessaire pour mieux appréhender la diversité et la complexité de ce monde agricole.

L'un des premiers est l'ONIB (Office national interprofessionnel du blé), créé en 1936 pour stabiliser le marché de cette céréale essentielle, afin de garantir des revenus aux producteurs par une politique de prix dirigiste. À cette fin, il reçoit le monopole de l'exportation et de l'importation du blé. Son nom est changé en ONIC (Office national interprofessionnel des céréales) en 1940, lorsque sa mission est étendue à toutes les céréales. Puis, cette administration accompagne la mise en place de la PAC (Politique Agricole Commune). En 1995, l'ONIC reçoit l'agrément comme organisme payeur des aides publiques.

Le Service des nouvelles du marché est créé en 1953 sous la forme d'une association par le ministère de l'agriculture et l’interprofession des fruits et légumes : l'Institut technique des marchés agricoles. Il est alors chargé, d'une part d'assurer l'information des opérateurs sur les marchés de gros des fruits et légumes, et d'autre part de développer la normalisation des fruits et des légumes (définition des calibres et catégories de qualité).

Cette année-là, un décret permet de faire appel à des organismes privés d'intervention pour régulariser les cours. Ces derniers doivent être agréé par le ministère des finances. Cette nouvelle politique aboutit à la création du FORMA (Fonds d'orientation et de régularisation des marchés agricoles) en 1961 pour faire face aux premières crises de surproduction agricole de l’après-guerre. Elle garantit l'implication des professionnels du secteur. Le même modèle s'applique avec la création de ONIBEV (Office national interprofessionnel du bétail et des viandes) en 1972 et de l'ONIVIT (Office national interprofessionnel des vins de table), en 1976.

La création du CNASEA (Centre national pour l'aménagement des structures des exploitations agricoles) (1967-2009) vise à rassembler les actions initialement gérées par l’administration et par diverses structures de développement agricole et rural au sein d’un seul et même organisme. Initialement, il intervient dans l'agriculture, l'aménagement rural et l'environnement, mais dans les années 80, il est amené à gérer également la formation professionnelle et l'emploi. Son rôle est d'informer et conseiller les agriculteurs, apporter un appui administratif à la constitution de leurs dossiers, et contribuer à l'élaboration de la politique d'aménagement des structures agricoles. En 1999, il est organisme-payeur pour la PAC.
De 1968 à 2006, le FIRS (Fonds d'intervention et de régularisation du marché du sucre) prépare, exécute et coordonne les décisions gouvernementales et communautaires relatives à l'organisation commune des marchés dans le secteur du sucre.
La SIDO (Société interprofessionnelle des oléagineux) est créée en 1970. Elle prend en charge la mise en œuvre d'une politique d'encouragement des productions oléagineuses. Elle est remplacée en 1998 par l'ONIOL (Office national interprofessionnel des oléagineux, protéagineux et cultures textiles), qui est un organisme payeur pour les oléagineux comme l'ONIC (Office national interprofessionnel des céréales) l'est pour les céréales.
Quand le FORMA cesse définitivement son activité en 1985, il est scindé en 7 Offices d’intervention par produits :
- OFIVAL (office national interprofessionnel de la viande), compétent pour toutes les viandes, prenant la suite de l’ONIBEV (Office national interprofessionnel du bétail et des viandes) ;
- ONIVINS (Office National Interprofessionnel des Vins), prenant la suite de l’ONIVIT (Office national interprofessionnel des vins de table) ;
- ONILAIT (Office national interprofessionnel  du Lait et des produits laitiers) ;
- ONIFLHOR (Office national interprofessionnel des Fruits, Légumes et de l'Horticulture) ;
- ODEADOM (Office national interprofessionnel des Produits d’outre-mer) ;
- ONIPPAM (Office National Interprofessionnel des Plantes à Parfum, Aromatiques et Médicinales) ;
- ACOFA (Agence centrale des organismes d'intervention dans le secteur agricole), assurant la coordination des fonds communautaires, la gestion du statut commun des personnels, et l’inspection des opérations communautaires depuis 1983.

De 1983 à 2006, L'ACOFA (Agence centrale des organismes d'intervention dans le secteur agricole) assure les relations financières avec le FEOGA (Fonds européen d'orientation et de garantie agricole) créé en 1962: centralisation des besoins de financement des offices pour le paiement des aides communautaires et des déclarations de dépenses, synthèse des comptes annuels. Elle réalise aussi des contrôles sur les bénéficiaires des aides communautaires.
En 1999, l'OFIMER (Office d'intervention dans le secteur des pêches et de l'aquaculture) est créé à son tour. Dans le cadre des politiques publiques définies au plan communautaire et national, l'OFIMER est chargé de mettre en œuvre des programmes d'intervention et d'orientation du marché des produits de la pêche et de l'aquaculture.

Dans les années 2000, le mode de gestion s'inverse : la loi d'orientation agricole du 5 janvier 2006 fusionne cette fois-ci les offices : 
- l'ONIGC (Office national interprofessionnel des grandes cultures), le "pôle végétal" regroupe l'ONIC (Office national interprofessionnel des céréales), l'ONIOL (Office national interprofessionnel des oléagineux, protéagineux et cultures textiles) et le FIRS Fonds d'intervention et de régularisation du marché du sucre),
- l'O.N.I.E.P. (Office national interprofessionnel de l'élevage et de ses produits), le "pôle animal " regroupe l'OFIVAL (office national interprofessionnel de la viande) et  l'ONILAIT (Office national interprofessionnel  du Lait et des produits laitiers),
- VINIFHLOR (Office national interprofessionnel des fruits, des légumes, des vins et de l'horticulture), le "pôle cultures spécialisées", regroupe l'ONIVINS (Office National Interprofessionnel des Vins) et l'ONIFLHOR (Office national interprofessionnel des Fruits, Légumes et de l'Horticulture).

En 2006 est créé l'AUP (Agence unique de paiement). C'est un établissement public à caractère industriel et commercial, qui assure la gestion et le paiement des aides communautaires directes de la PAC qui relevaient jusqu'alors de l'ONIC (Office national interprofessionnel des céréales) et de l'ONIOL (Office national interprofessionnel des oléagineux, protéagineux et cultures textiles).
La politique de regroupement et de rationalisation se poursuit en 2009 par la création de FranceAgriMer. Celui-ci est issu de la fusion de 5 offices agricoles (l'ONIGC, l'ONIEP, VINIFLHOR, l'ONIPPAM, l'OFIMER), et du Service des Nouvelles des marchés. FranceAgriMer s'occupe de la mise en œuvre des interventions publiques, de l’appui aux exportateurs, de l’information économique, de l’animation des filières. 
Le décret du 27 mars 2009 élargit les compétences de l'ODEADOM (Office national interprofessionnel des Produits d’outre-mer) à l'ensemble du domaine ultramarin français.
En même temps, l'AUP fusionne avec le CNASEA (Centre national pour l'aménagement des structures des exploitations agricoles), donnant naissance à l'ASP (Agence de services et de paiement), pour gérer toutes les aides communautaires..
Après les fusions de 2009, seuls subsistent donc 2 offices spécifiquement dédiés au ministère de l'agriculture : FranceAgriMer, et l'ODEADOM, et un établissement public interministériel : l'ASP, placé en 2013 sous la double tutelle du ministère de l'Agriculture, et du ministère du Travail.

## Liste des offices agricoles

### Actuellement
À partir de 2009, il existe deux offices agricoles :
- FranceAgriMer, créé par l'ordonnance 2009-325 du 25 mars 2009 ;
- Office de développement de l'économie agricole d'outre-mer (Odeadom)

D'autres établissements publics français interviennent également dans la mise en œuvre des politiques agricoles et de la forêt, notamment :
- Agence de services et de paiement (ASP)
- Institut national de l'origine et de la qualité (INAO)
- Office national des forêts   (ONF)

### Offices historiques
Entre 2006 et 2009, de nombreuses fusions ont eu lieu entre les offices sectoriels :
FranceAgriMer est issu (depuis le 1er avril 2009) de la fusion de :
- Office national interprofessionnel des produits de la mer et de l'aquaculture  (Ofimer)
- Office national interprofessionnel de l'élevage et de ses produits (Office de l'élevage ou Oniep)
- Office national interprofessionnel des grandes cultures (Onigc)
- Office national interprofessionnel des fruits, des légumes, des vins et de l'horticulture (Viniflhor)
- Office national interprofessionnel des plantes à parfum, aromatiques et médicinales (ONIPPAM)

Viniflhor était issu (depuis le 30 décembre 2005) de la fusion de :
- l'Office national interprofessionnel des fruits, des légumes et de l'horticulture  (Oniflhor)
- l'Office national interprofessionnel des vins (Onivins)

L'Office de l'élevage était issu (depuis le 1er janvier 2006) de la fusion de :
- l'Office national interprofessionnel du lait et des produits laitiers  (Onilait)
- l'Office national interprofessionnel de la viande (Ofival)

L'office des grandes cultures était issu (depuis le 1er juin 2006) de la fusion :
- du Fonds d'intervention et de régularisation du marché du sucre (FIRS)
- de l'Office National Interprofessionnel des Céréales (ONIC)
- de l'Office national interprofessionnel des oléagineux, protéagineux et cultures textiles (Oniol) (disparu en 1999)

### Offices disparus
- l'ACOFA, Agence centrale des Organismes d'Intervention dans le Secteur Agricole, disparue le 31 décembre 2006.

## Localisation
Depuis juillet 2007, les principaux services centraux des offices agricoles sont regroupés à Montreuil (Seine-Saint-Denis). Les offices disposent également de délégations régionales.

## Sources
- Site internet servicepublic.fr
- Site internet histoire-offices.com
- Site internet sénat.fr, les opérateurs de l'agriculture française : une modernisation inachevée ?
- Site internet agter.asso.fr, article 860
- Site internet asp.public.fr, historique
- internet odeadom.fr